# Josef Chvála
Josef Chvála (také uváděn jako Chwala, 15. května 1826 Praha-Staré Město – 1. října 1872 Praha-Staré Město) byl český architekt, hlavní inženýr pozemních staveb Buštěhradské dráhy (BEB).

## Život a dílo
Narodil se v Praze, v roce 1847 absolvoval pražský Polytechnický ústav. V letech 1848–1849 studoval na vídeňské Akademii výtvarných umění. Poté se vrátil do Prahy, kde byl zaměstnán u několika pražských stavitelů. Roku 1855 je vrchním inženýrem BEB Josefem Kressem přijat na pozici inženýra-asistenta. Od roku 1862 zde působí jako inženýr.
Jím navržené univerzálie, tedy typizované stavební projekty stanic a dalších drážních budov, byly v 60. a 70. letech 19. století většinově realizovány na všech železničních projektech společnosti. BEB vybudovala síť svých drah zejména v severozápadních Čechách, ve směru od Prahy (stanice Praha-Smíchov severní nástupiště) přes Kladno, Rakovník, Žatec a také Louny do Chomutova, odkud stavba pokračovala do Chebu v rámci projektu propojení kladenské a severočeských hnědouhelných oblastí.
Chválovy stavby lze nalézt například na tratích 120, Praha – Lužná u Rakovníka – Chomutov/Rakovník, 126, Most–Rakovník, 140, Chomutov–Cheb, 162 a 174. Mezi netypizované realizace patří mimo jiné nádražní budova pražského nádraží Praha-Dejvice (ve spolupráci se Saturninem Hellerem). Typizované stanice podle Chválových plánů lze počítat na desítky.
Zemřel ve věku 46 let a je pochován na Malostranském hřbitově.

## Nádražní budovy

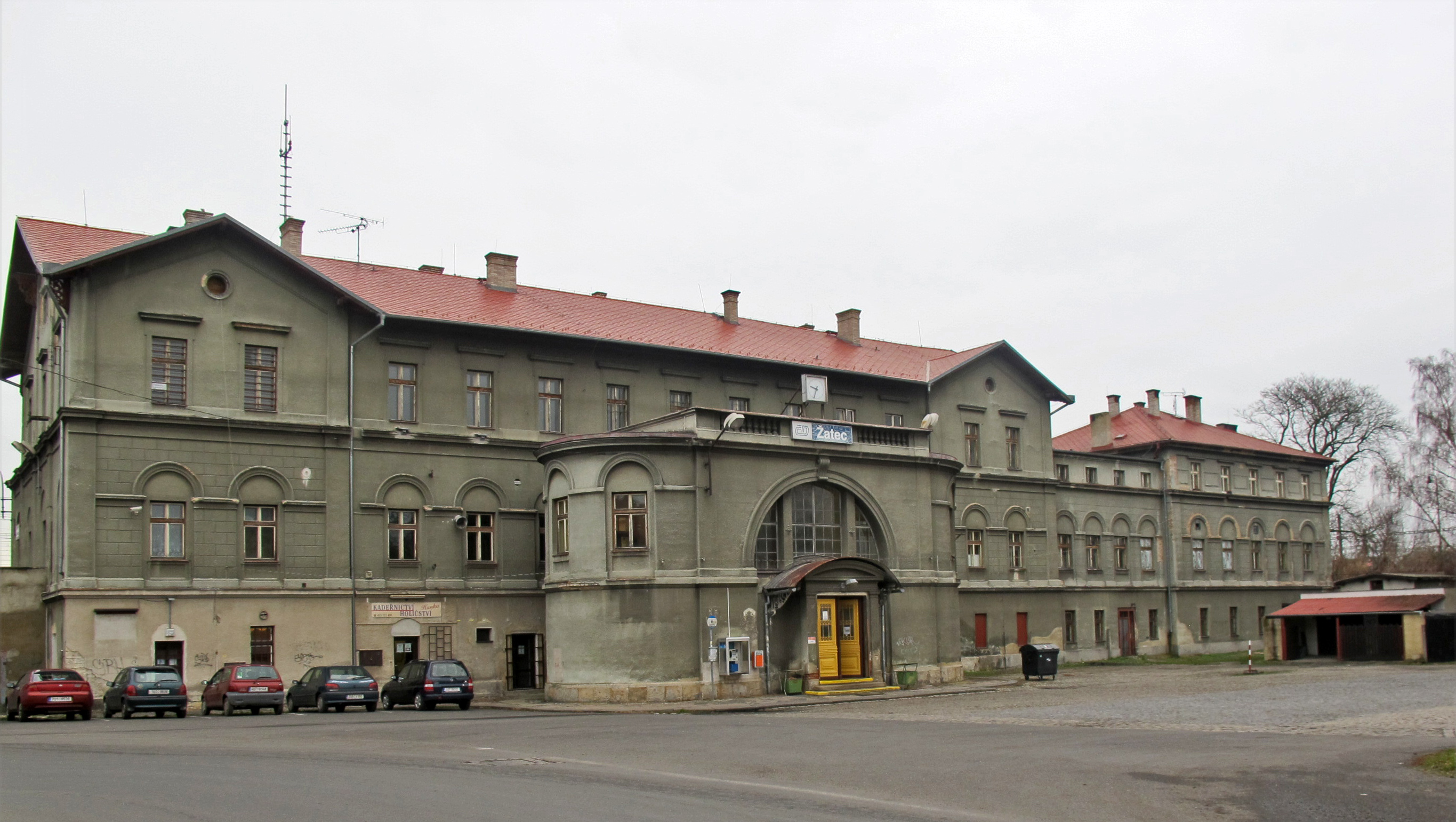
J. Chvála, Nádraží Žatec (1872)
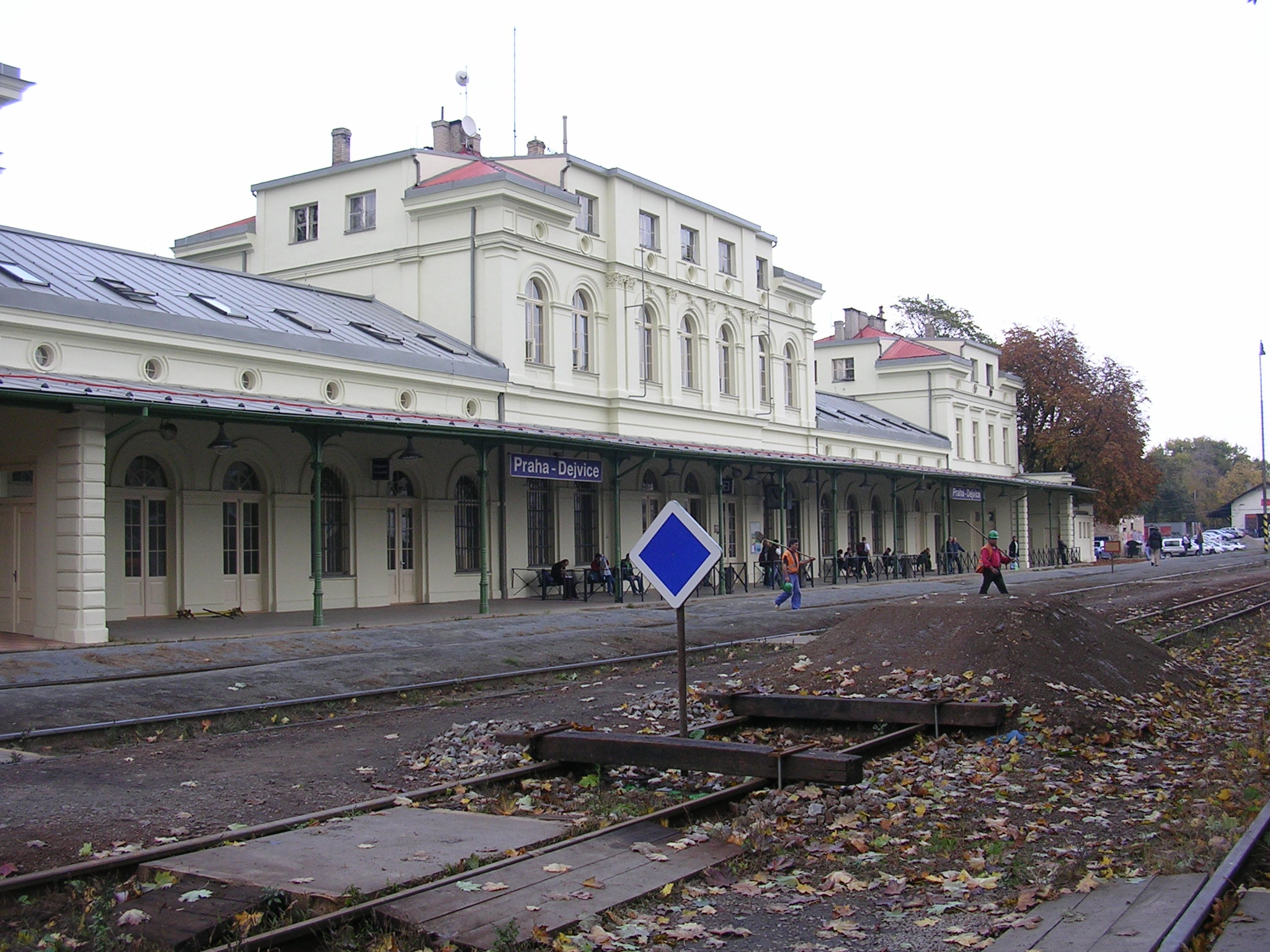
J. Chvála, Nádraží Praha-Dejvice (1872)
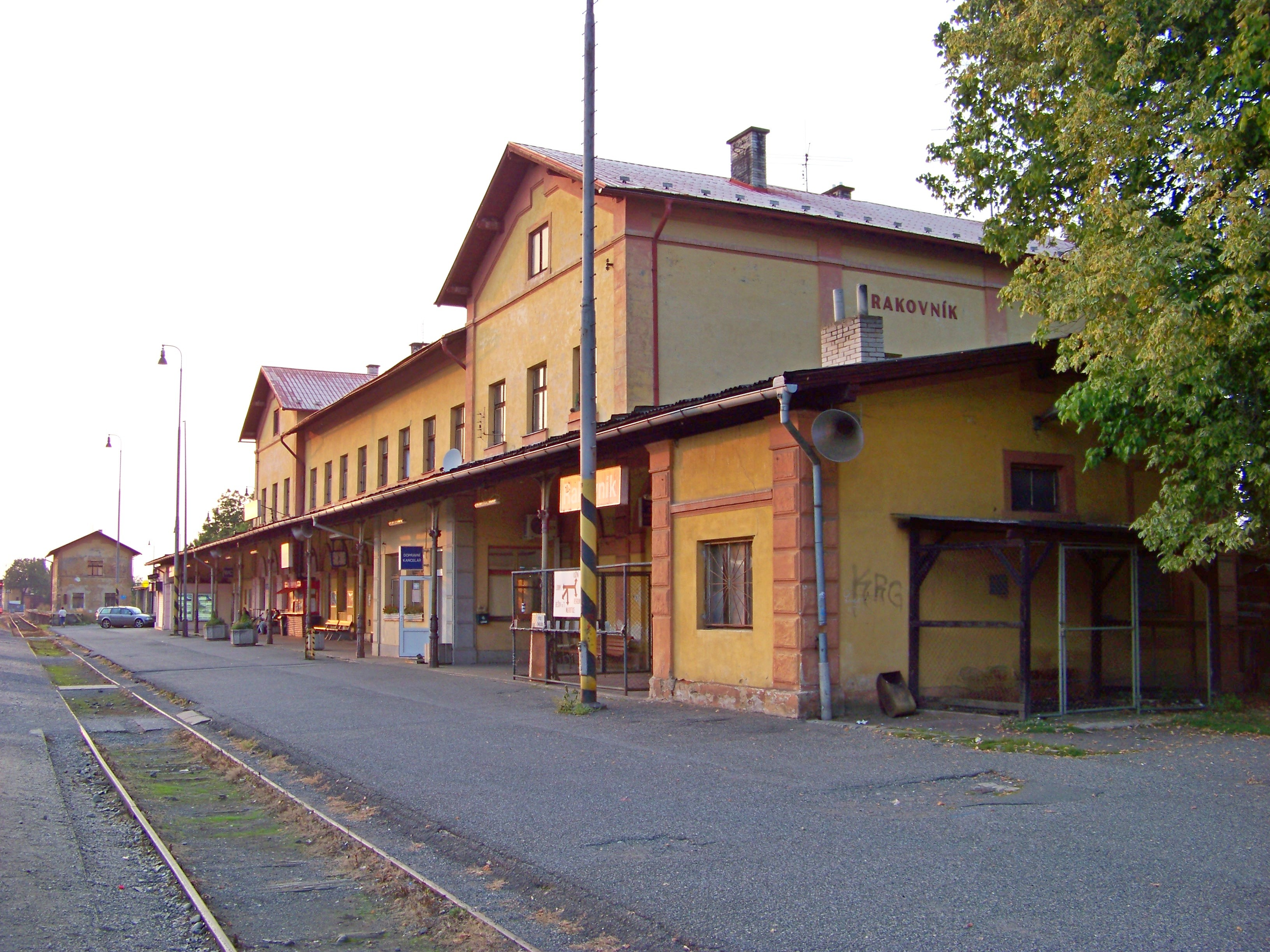
J. Chvála, Typizovaná nádraží v Rakovníku (1871)
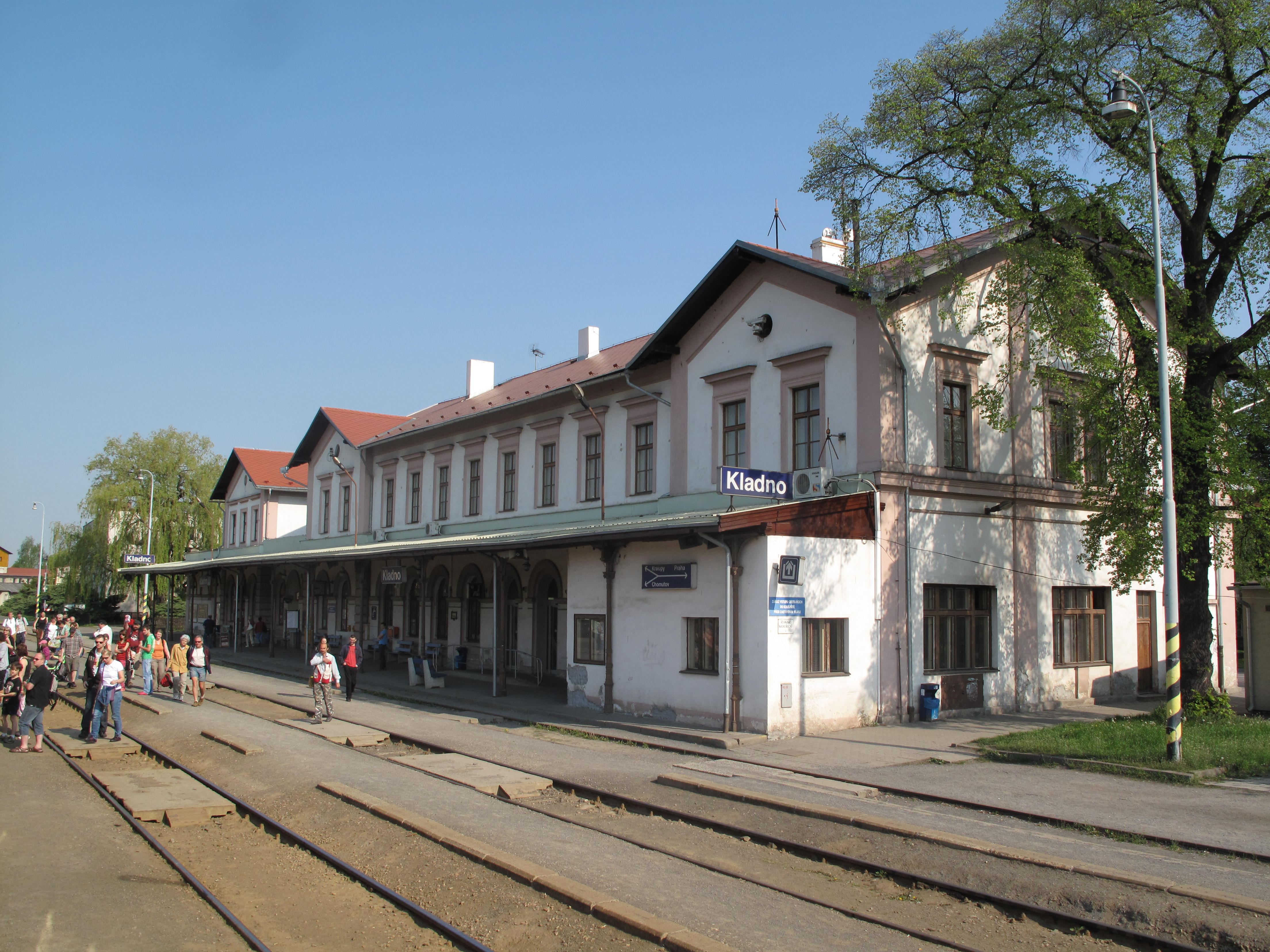
J. Chvála, Nádraží Kladno (1855)
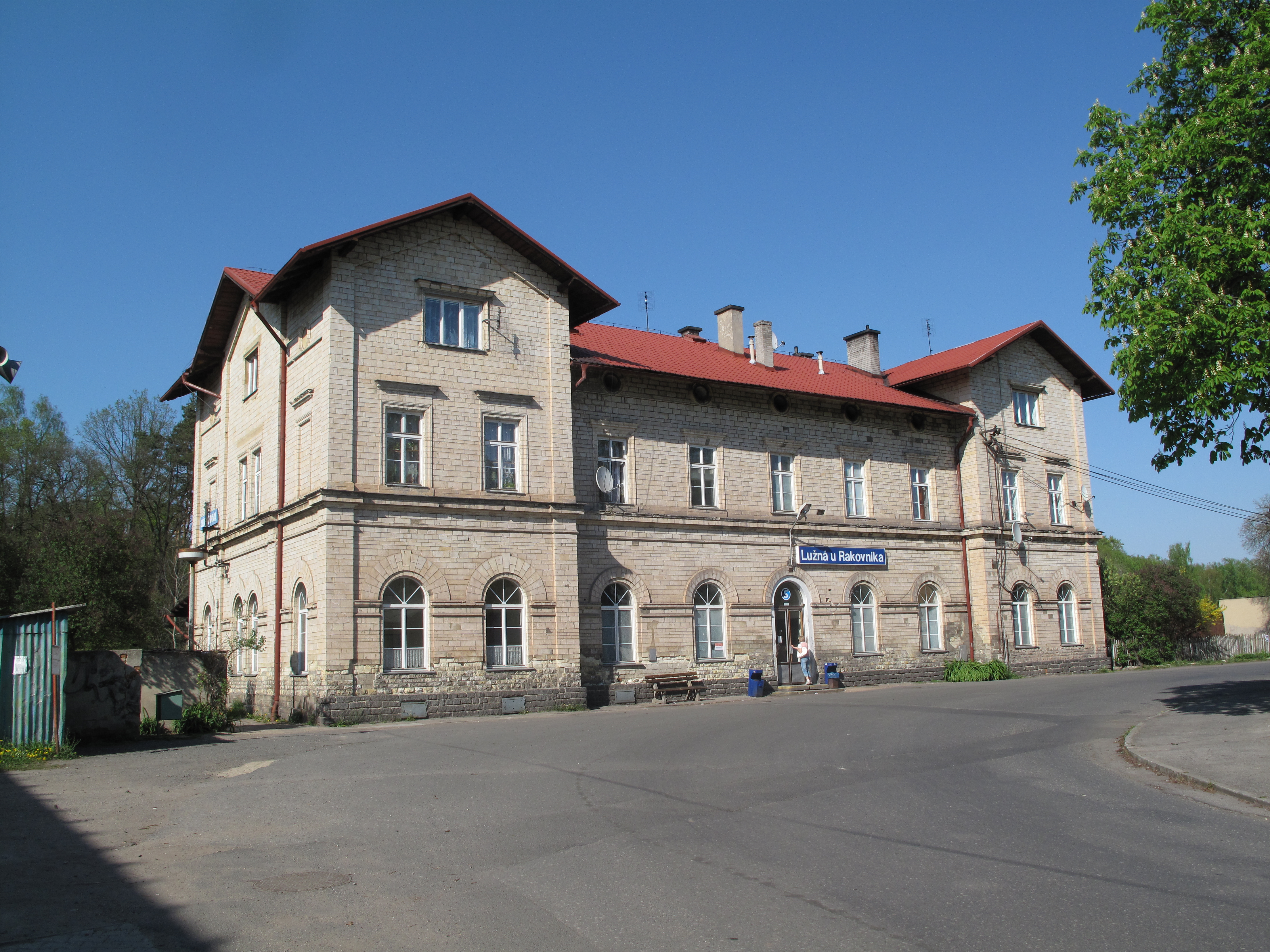
J. Chvála, Nádraží Lužná u Rakovníka (1871)